# Eparchia di Erzerum degli Armeni
L'eparchia di Erzerum degli Armeni (in latino: Eparchia Erzerumiensis Armenorum) è una sede soppressa della Chiesa armeno-cattolica e sede titolare della Chiesa cattolica.

## Storia
L'eparchia di Erzerum degli Armeni fu eretta il 30 aprile 1850 con la bolla Universi Dominici gregis di papa Pio IX. Inizialmente era suffraganea dell'arcieparchia primaziale di Costantinopoli; dal 1866 passò sotto la diretta giurisdizione del patriarcato di Cilicia degli Armeni.
Il 9 maggio 1865 cedette una porzione di territorio a vantaggio dell'erezione dell'eparchia di Karput. Il 10 luglio 1883 cedette un'ulteriore porzione di territorio a vantaggio dell'erezione dell'eparchia di Musc.
L'eparchia comprendeva il vilayet di Erzurum nel nord-est dell'Anatolia. Nel 1890 sono censiti circa 10.000 fedeli cattolici armeni, distribuiti in circa 30 parrocchie ed affidati alle cure di 18 sacerdoti armeni.
A causa del genocidio d'inizio Novecento, l'eparchia, come tutte le diocesi armene turche, perse la maggior parte della sua popolazione. L'ultimo vescovo residente fu Giuseppe Melchisedekian.
L'eparchia fu di fatto soppressa, mentre gli Annuari Pontifici ne hanno segnalato l'esistenza fino al 1972.
Dal 1972 Erzerum degli Armeni è annoverata tra le sedi vescovili titolari della Chiesa cattolica; finora il titolo non è mai stato assegnato.

## Cronotassi dei vescovi
- Giuseppe Hadji Tavitian † (30 aprile 1850 - 9 ottobre 1853 deceduto)
- Giovanni Selvian † (10 luglio 1855 - 3 giugno 1865 deceduto)
- Stefano Melchisedekian † (18 maggio 1866 - 12 novembre 1889 dimesso)
- Garabet Ktchourian † (23 settembre 1890 - settembre 1910 dimesso)
- Giuseppe Melchisedekian † (27 agosto 1911 - 23 gennaio 1920 deceduto)